# 대합면
대합면(大合面)은 대한민국 경상남도 창녕군의 면이다. 대합면은 창녕군의 북부에 위치하여 대구광역시 달성군 구지면과 4개 마을이 마을안길을 중심으로 경계를 이루고 있으며 서쪽은 낙동강 유역으로 수해 상습지이며, 동남쪽은 평탄한 구릉지로 대단위종합개발로 영농조건이 대체로 좋은 편이며 구마고속도로와 국도 제5호선이 관통하여 교통이 편리한 지역이다.

## 연혁
- 창녕군 대곡면(大谷面), 합산면(合山面), 개복면(介福面)
- 1910년 : 대곡면, 합산면, 개복면
- 1914년 4월 1일 창녕군 대합면[2]
- 1924년 : 중앙부 1,300정도 일본군의 군용지(왜군훈련소)에 편입, 해방과 동시 복귀
- 1982년 : 화재로 소실 동년 10월 신청사 준공

## 행정 구역
- 십이리
- 대동리
- 등지리
- 모전리
- 소야리
- 주매리
- 도개리
- 대곡리(한실)
- 내울리
- 장기리
- 신당리
- 퇴산리
- 평지리
- 목단리
- 이방리
- 합리

## 교육
| 학교명       | 소재지                          | 비고        |
| ------------ | ------------------------------- | ----------- |
| 대합초등학교 | 대합면 창곡길 8 (십이리)        |             |
| 구룡초등학교 | 대합면 평지퇴산로 53-2 (신당리) | 1999년 폐교 |
| 용호초등학교 | 대합면 유산1길 16 (목단리)      | 1999년 폐교 |
| 모전초등학교 | 대합면 모전로 197-1 (모전리)    | 1998년 폐교 |
| 대성중학교   | 대합면 신안길 17 (등지리)       |             |
| 대성고등학교 | 대합면 신안길 17 (등지리)       |             |

## 관광
- 우포늪 : 대합면 주매리 일원.